# Grand Teton
Grand Teton – szczyt w Górach Skalistych, w paśmie Teton Range, którego jest najwyższym szczytem. Leży na terenie Parku Narodowego Grand Teton, wznosząc się 1800 metrów ponad swą podstawą w Jackson's Hole. 
Pierwsze zdobycie tego szczytu jest przedmiotem dyskusji. Nathaniel Langford i James Stevenson twierdzili, że zdobyli szczyt 29 lipca 1872 r, jednakże przedstawiony przez nich opis szczytu pasuje bardziej do Enclosure – niższego wierzchołka Grand Teton. Nazwa Enclosure (pol. Ogrodzone Miejsce) pochodzi od kamiennej palisady wzniesionej przez Indian na tym szczycie. Kiedy wyprawa Williama Owena dotarła na najwyższy szczyt w 1898 r. nie znalazła tam żadnych śladów bytności człowieka. Najprawdopodobniej pierwszymi ludźmi na Enclosure byli miejscowi Indianie, a na Grand Teton - wyprawa w składzie: William Owen, Franklin Spalding, Frank Peterson i John Shive.